# Красота и уродство
Красота и уродство (укр. — «Краса і Потворність») — третій студійний альбом російського реп-виконавця Oxxxymiron'а, що вийшов 1 грудня 2021 року.
Платівка містить 22 композиції. Обкладинка альбому зроблена Борисом Гребенщиковим.

## Передісторія
Після виходу третього мікстейпу «Смутное время» продовжилася кампанія на підтримку нового альбому Oxxxymiron'a. 22 листопада 2021 року в дев'яти містах Росії: Москва, Санкт-Петербург, Єкатеринбург, Воронеж, Казань, Краснодар, Ростов-на-Дону, Самара та Нижній Новгород, аналогічних рекламній компанії «Когда альбом», з'явилися білборди з анонсом третього студійного альбому Oxxxy'a — 1 грудня 2021 року.
Альбом вийшов 1 грудня 2021 близько 23:00 за московським часом на стрімінгових сервісах.

## Список композицій
Альбом містить 22 композиції.
| За інформацією з Genius: | За інформацією з Genius: | За інформацією з Genius:      | За інформацією з Genius: |
| #                        | Назва                    | Автор                         | Тривалість               |
| ------------------------ | ------------------------ | ----------------------------- | ------------------------ |
| 1.                       | «Хоп-механика»           | Oxxxymiron                    | 2:18                     |
| 2.                       | «Агент»                  | Oxxxymiron                    | 3:34                     |
| 3.                       | «Красота и уродство»     | Oxxxymiron                    | 2:39                     |
| 4.                       | «Нон-фикшн»              | Oxxxymiron                    | 3:36                     |
| 5.                       | «Рашн Роуд Рейдж»        | Oxxxymiron                    | 2:38                     |
| 6.                       | «Мы все умрём»           | Oxxxymiron і Тося Чайкина     | 2:46                     |
| 7.                       | «Чувствую»               | Oxxxymiron та Дельфін         | 3:35                     |
| 8.                       | «Окно в Париж»           | Oxxxymiron                    | 3:13                     |
| 9.                       | «Партизанское радио»     | Oxxxymiron                    | 2:45                     |
| 10.                      | «Непрожитая жизнь»       | Oxxxymiron                    | 3:55                     |
| 11.                      | «Празднуй»               | Oxxxymiron                    | 4:56                     |
| 12.                      | «Намешано»               | Oxxxymiron                    | 3:50                     |
| 13.                      | «Эспрессо Тоник»         | Oxxxymiron                    | 1:55                     |
| 14.                      | «Пантеллерия»            | Oxxxymiron                    | 2:53                     |
| 15.                      | «Лифт»                   | Oxxxymiron та Danny Zuckerman | 4:34                     |
| 16.                      | «Грязь»                  | Oxxxymiron, ATL та Игла       | 3:32                     |
| 17.                      | «Улёт»                   | Oxxxymiron                    | 2:30                     |
| 18.                      | «Эминем»                 | Oxxxymiron                    | 2:48                     |
| 19.                      | «Рецензия»               | Oxxxymiron                    | 1:07                     |
| 20.                      | «Африканские бусы»       | Oxxxymiron                    | 2:26                     |
| 21.                      | «Тень»                   | Oxxxymiron                    | 3:03                     |
| 22.                      | «Дрейдл»                 | Oxxxymiron                    | 2:25                     |
| 1:07:05                  |                          |                               |                          |

## Реакція
Заступник голови комітету Держдуми Росії з культури Олена Драпеко позитивно оцінила вихід нового альбому і побажала Oxxxymiron'у успіхів та удачі.
ЛСП, використовуючи популярний на стримінговій платформі Twitch жарт, який часто використовують глядачі топових блогерів, прокоментував альбом у своєму Instagram- акаунті: «Привіт, Мирон. То я, твій єдиний слухач. Я багато років створював ілюзію того, що тебе слухають багато людей, але це був я. Зараз напишу це повідомлення з усіх облікових записів» . А також зробив репост [Архівовано 3 грудня 2021 у Wayback Machine.] нового альбому у своєму гурті ВКонтакте.
Big Baby Tape висловився з приводу нового альбому Oxxxymiron'а у своєму Instagram-акаунті. «Це, безумовно, талановито. Дуже продумані тексту та цікава робота зі словами та римами. Приспіви гівно», — написав репер. «Ну і п**** ту мач інформації, я ніби підручник прочитав проти своєї волі. Для мого зумерського мозку надто перенасичене сенсами аж боляче стало», — додав артист. Також він окремо відзначив посилання на Kizaru в треку «Африканські намисто»: «Жирний дизлайк за дис на Кізару».
Головний за спецпроектами та музикою на " Афіші Daily " Микола Овчинников випустив рецензію на альбом під назвою «Наші очікування — наші проблеми. Микола Овчинников — про „Красу та потворність“ Оксимірону».
Редактор відділу «Культура» на Lenta.ru Ілля Кролевський випустив рецензію «Він вам не омікрон. Оксимирон випустив альбом „Краса та Потворність“. На ньому репер зачитав про все».

## Номінації
Альбом репера  Oxxxymiron'а, (справжнє ім'я — Мирон Федоров)  «Краса і Потворність» потрапив у світовий топ-10 найпопулярніших платівок за версією порталу Genius. Рейтинг складено на основі кількості переглядів сторінок, на яких міститься інформація про альбом. Тексти пісень  Oxxxymiron'а, переглянули понад три мільйони разів на рік. Oxxxymiron, замкнув десятку лідерів.